# 滋养动脉
滋养动脉（nutrient artery，或称中央动脉，central artery）通常伴随一到两条滋养静脉（nutrient vein）进入骨骼，通过滋养孔斜行穿过骨皮质，向上和向下分支至骨髓，这些分支在骨内膜（即衬覆髓腔的血管膜）中进一步分布，并向相邻的管道发出小分支。滋养动脉是骨骼中最明显的血管之一。
所有骨骼都具有大小不等的孔洞，以供用于滋養的血管进入，这些孔洞称为滋养孔（nutrient foramina），特别是在较大的長骨骨干中较为明显。滋养孔通向滋养管，滋养管延伸至髓腔。